# Анкона (порода кур)
Анкона — порода кур мясо-яичного направления, возникшая в регионе Марке, Италия. Она названа в честь города Анкона, столицы Марке. Популярна в Великобритании и США, но редко встречается в Италии. В 2000 году была начата инициатива по восстановлению породы.

## История
Анкона возникла в центральной Италии, где это была наиболее широко распространённая порода кур. При выведении фермеры использовали таких кур, как доркинг и суссекс. Первые анконские куры были импортированы в Великобританию в 1851 году и стали разводиться и там. Некоторые птицы были экспортированы из Великобритании в США в 1888 году. Куры этой породы с розовым гребешком были впервые показаны в Бирмингеме в 1910 году.
В США анкона с маленьким гребешком была признана Американской ассоциацией птицеводов в 1898 году, а с розовым в 1914 году. Как и некоторые других породы кур, анконы стали редкими из-за выведения более продуктивных кроссов домашней птицы. Многие особи этой породы были выведены профессором Риччи ди Вальмадрера. В настоящее время возобновившийся интерес к старинным породам позволил в целом восстановить породу, которая в конце XIX—начале XX веков была хорошо представлена на итальянских и зарубежных выставках домашней птицы. Примерно в 2000 году была начата инициатива по восстановлению породы.

## Описание
Анкона — типичная средиземноморская порода, с крепким здоровьем и отличной выносливостью. Основной окрас оперения — чёрный, с белыми крапинками. Примерно каждое третье перо имеет V-образную и белую отметину на кончике. Все маховые, серповидные и хвостовые перья имеют белые кончики. Чёрные перья отливают изумрудным оттенком. В Италии признан серо-голубой окрас. Австралия признаёт красный окрас с основным цветом от каштанового до красно-гнедого. Туловище цилиндрической формы и широкое в плечах. Голова широкая, среднего размера. Клюв крепкий и слегка изогнутый, жёлтого цвета с чёрными отметинами на верхней челюсти. Ноги жёлтые с чёрными пятнами, глаза выпуклые, цвет может быть оранжевым или красным. Кожа жёлтая, мочки ушей белые или кремовые. Гребень среднего размера, с пятью хорошо выраженными кончиками. Серёжки красные, среднего размера. Шея средней длины, с длинными перьями. Плечи и спина широкие. Крылья широкие и большие, поставлены горизонтально и плотно прилегают к телу. Хвост большой, с обильным оперением. Грудь широкая. Лапы средней длины с четырьмя пальцами. Живот большой и округлый.
Петухи весят от 2,5 до 2,8 кг, куры  от 1,8 до 2,1 кг. Размеры колец на лапу породы составляют 18 мм для петухов и 16 мм для кур. Для карликовой породы диаметр составляет 13 мм, для петухов и 11 мм (0,43 дюйма) для кур.

## Галерея

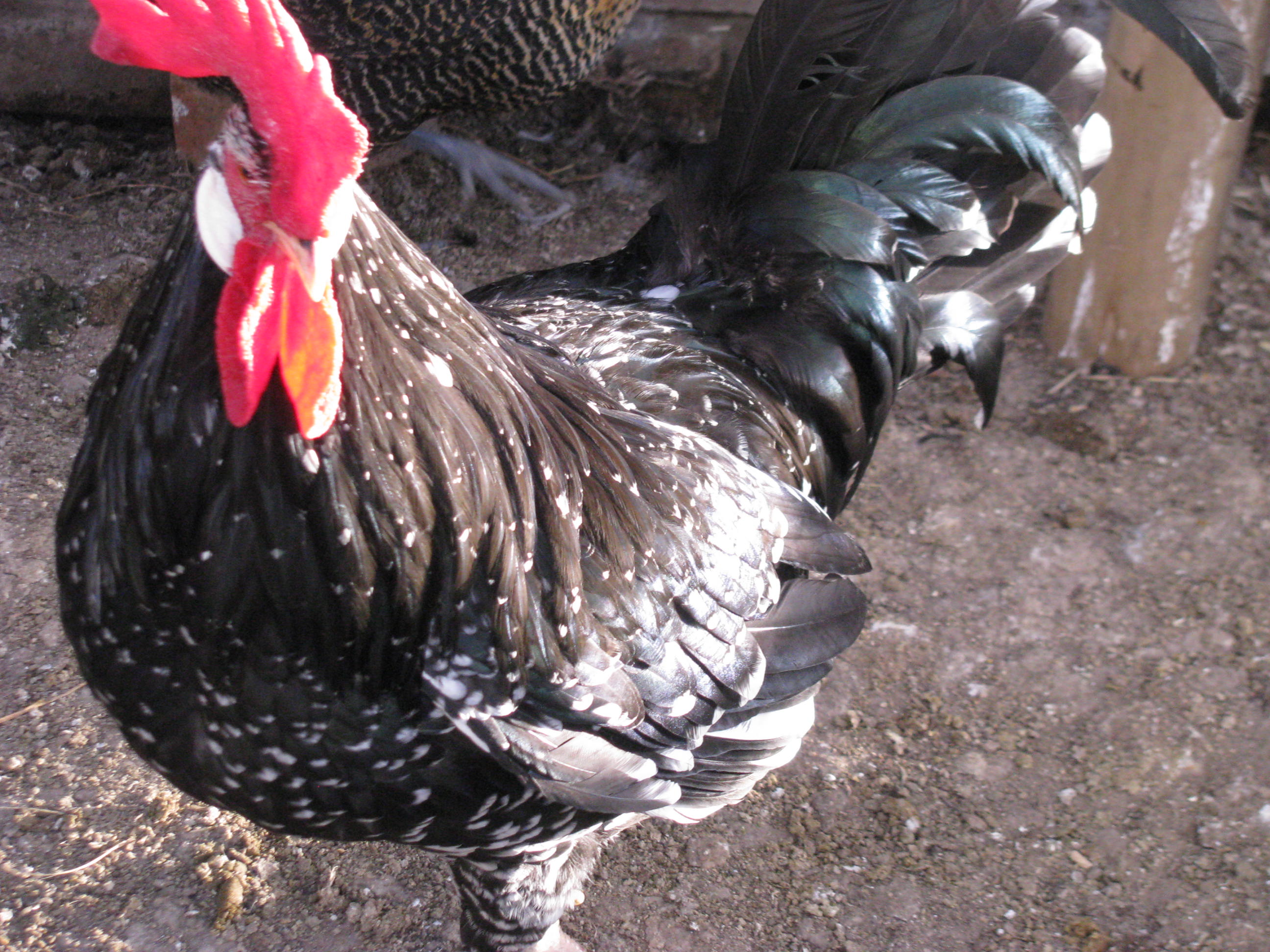
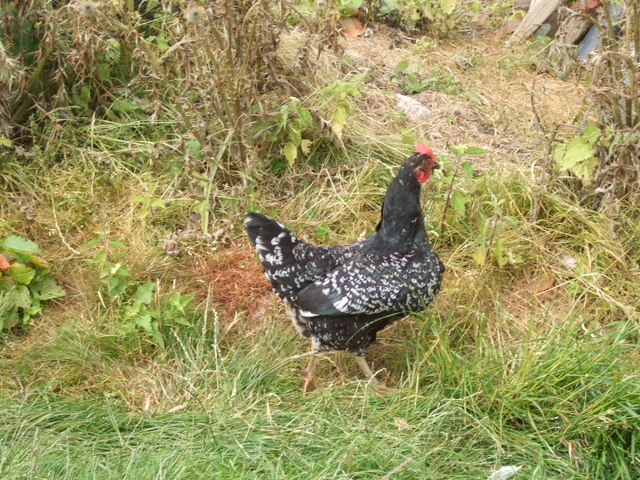
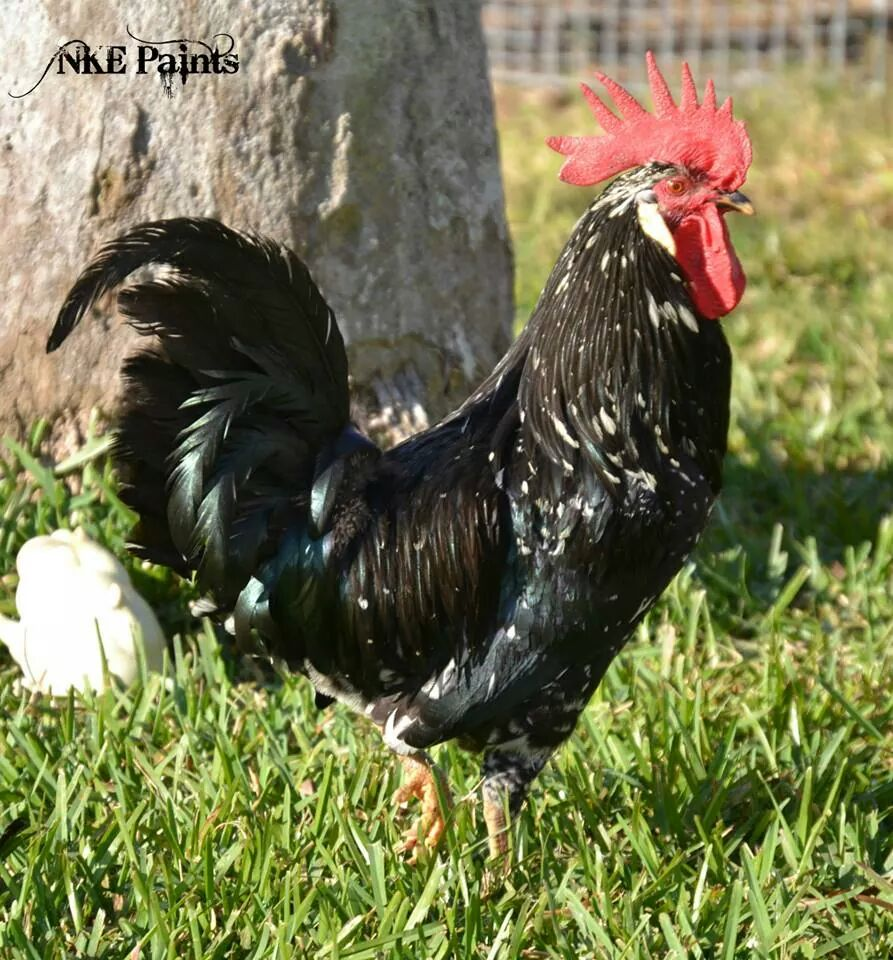
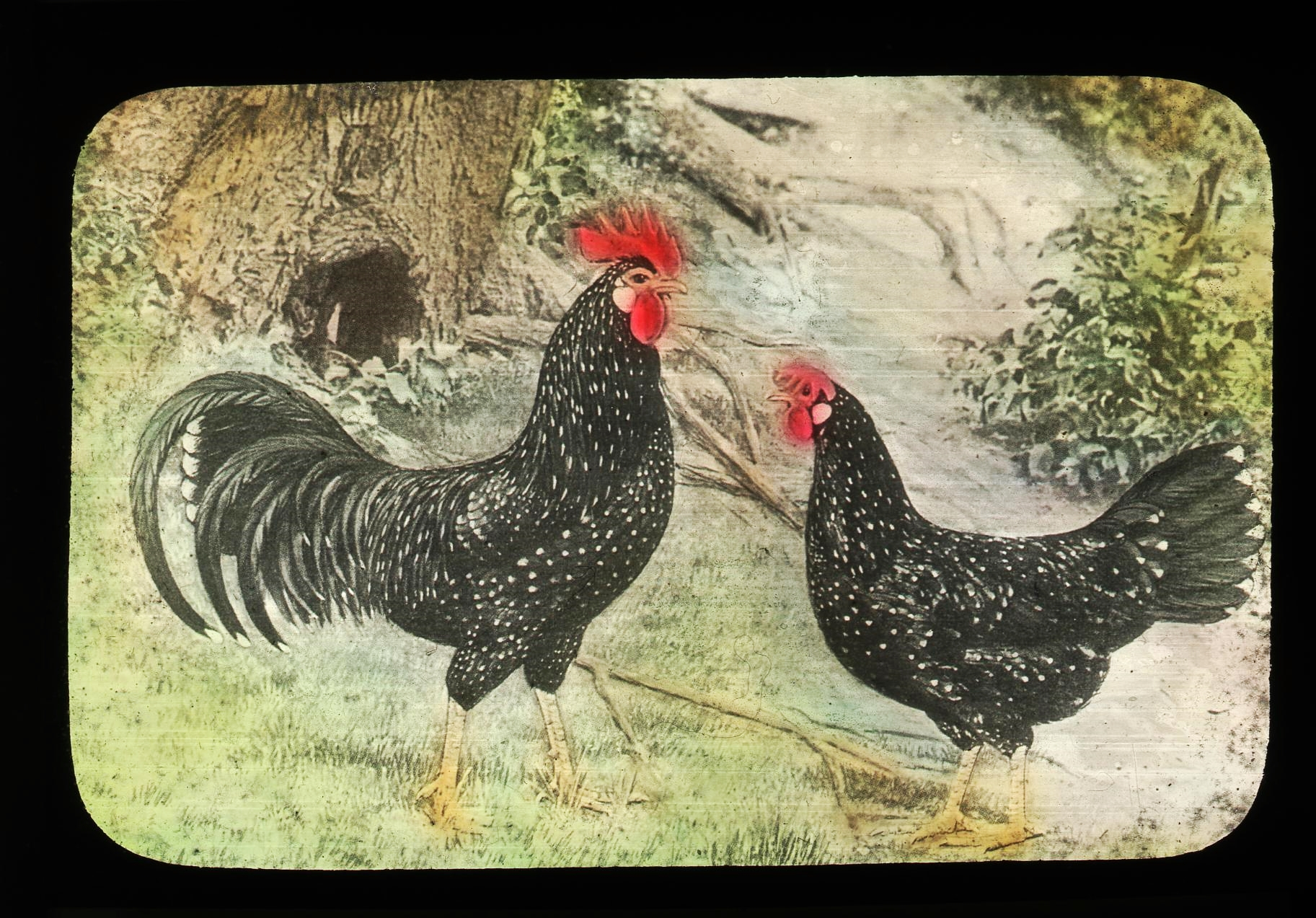